# Ruben de Ronde
Ruben de Ronde (16 augustus 1982) is een Nederlandse dj, producer en labebaas, actief binnen de trance- en progressive house-scene. Hij verwierf bekendheid is als sidekick van Armin van Buuren in het radioprogramma A State of Trance.

## Carrière
Samen met Armin van Buuren is hij sinds aflevering 800 medeverantwoordelijk voor het presenteren van de radio show A State of Trance.
Naast het presenteren van A State of Trance beheert de Ronde zijn eigen label genaamd Statement! Recordings.

## Discografie
Zijn muziek combineert melodische trance-elementen met progressieve house-invloeden.

### Singles[3][4]
| Jaar | Titel         | Samenwerking / Featuring | Opmerkingen |
| ---- | ------------- | ------------------------ | ----------- |
| 2020 | Wanderlust    | feat. EKE                |             |
| 2020 | Shadow of Us  | met Elevven feat. Lara   |             |
| 2021 | Lose Yourself | met That Girl            |             |
| 2022 | Bliss         | met Muvy                 |             |
| 2023 | Bliksem       | met Ben Gold             |             |
| 2023 | Lean on Me    | —                        |             |
| 2023 | Oxygen        | —                        |             |
| 2024 | Stokbrood     | met Matt Fax             |             |
| 2025 | New Inner Way | —                        |             |